# 1473年
| 千纪： | 2千纪 |
| 世纪： | 14世纪 \| 15世纪 \| 16世纪                                                                                 |
| 年代： | 1440年代 \| 1450年代 \| 1460年代 \| 1470年代 \| 1480年代 \| 1490年代 \| 1500年代                           |
| 年份： | 1468年 \| 1469年 \| 1470年 \| 1471年 \| 1472年 \| 1473年 \| 1474年 \| 1475年 \| 1476年 \| 1477年 \| 1478年 |
| 纪年： | 癸巳年（蛇年）；明成化九年；越南洪德四年；日本文明五年                                                     |

## 大事记
- 日本室町幕府第八代征夷大將軍退位，其子足利義尚繼位。

## 出生
- 顾鼎臣，中国明朝大臣（逝世1540年）
- 2月19日——尼古拉·哥白尼，波兰天文学家（逝世1543年）
- 3月17日——詹姆士四世，苏格兰国王（逝世1513年）

## 逝世
- 柯潜，中国明朝文学家（出生1423年）